# Mesoregione Macro Metropolitana Paulista
Macro Metropolitana Paulista è una mesoregione dello Stato di San Paolo, in Brasile

## Microregioni
Comprende 4 microregioni:
- Bragança Paulista
- Jundiaí
- Piedade
- Sorocaba